# Barkhausen (Detmold)
Barkhausen is een plaats in de Duitse gemeente Detmold, deelstaat Noordrijn-Westfalen, en telt 198 inwoners (2006).